# Spark-Venturi VM200-FE-01
La Spark-Venturi VM200-FE-01 è una monoposto da corsa costruita dalla Dallara insieme a Team Venturi per partecipare al campionato di Formula E 2015-2016.

## Vettura
Per la seconda stagione del campionato di Formula E i team devono presentare il proprio motore. Venturi porta una tradizionale soluzione a 4 marce e venderà le monoposto anche al team americano Dragon Racing.

### Livrea
Venturi Grand Prix
La livrea del team Venturi è caratterizzata da una colorazione nera con inserti rossi. Sul cofano è presente uno schema di colori a scacchiera.
Dragon Racing
La Dragon Racing invece mostra una colorazione più sul rosso con inserti neri sul musetto e sulle appendici posteriori.

## La stagione

### Venturi
Il team Venturi non inizia il campionato nel migliore dei modi: se da un lato Sarrazin riesce ad ottenere punti in tutte le prime gare, dall'altro Villeneuve non ottiene nemmeno un piazzamento e dopo tre gare rescinde il contratto con il team a favore di Mike Conway. 

### Dragon
Per il team Dragon la stagione inizia bene con entrambi i piloti che si piazzano nei primi 5 nella prima gara e con d'Ambrosio che ottiene una pole position a Punta del Este.

## Risultati
| Anno    | Squadra            | Gomme | No | Piloti             | 1   | 2   | 3   | 4   | 5   | 6   | 7   | 8   | 9   | 10  | Posizione | Punti |
| ------- | ------------------ | ----- | -- | ------------------ | --- | --- | --- | --- | --- | --- | --- | --- | --- | --- | --------- | ----- |
| 2015-16 | Venturi Grand Prix | M     |    |                    | CHI | MAL | URU | ARG | MEX | USA | FRA | GER | GBR | GBR | 6°        | 75    |
| 2015-16 | Venturi Grand Prix | M     | 4  | Stéphane Sarrazin  | 9   | 4   | 9   | 4   | 9   | 2   | 5   | 10  | 12  | 5   | 6°        | 75    |
| 2015-16 | Venturi Grand Prix | M     | 12 | Jacques Villeneuve | 14  | 12  | NQ  |     |     |     |     |     |     |     | 6°        | 75    |
| 2015-16 | Venturi Grand Prix | M     | 12 | Mike Conway        |     |     |     | 15  | 12  | 10  | 14  | 8   | 10  | 13  | 6°        | 75    |
| 2015-16 | Dragon Racing      | M     | 6  | Loïc Duval         | 4   | Rit | 4   | 6   | 4   | 8   | Rit | Rit | Rit | 4   | 4°        | 131   |
| 2015-16 | Dragon Racing      | M     | 7  | Jérôme d'Ambrosio  | 5   | 14  | 3   | 16  | 1   | 7   | 11  | 16  | 9   | 3   | 4°        | 131   |